# Копакабана (Колумбия)
Копакабана (исп. Copacabana) — город и муниципалитет в Колумбии в составе департамента Антьокия. Он расположен в 18 км от Медельина, столицы департамента. Копакабана переводится с кечуа как «спокойное, весёлое» (Qupa) и «место, видимое с расстояния» (qhawana). Муниципалитет входит в городскую агломерацию, и в будущем планируется провести ветку метро Медельина до Копакабаны. В городе достаточно хорошо развито производство, в частности, колумбийская фирма Haceb SA, выпускающая бытовую технику, разместила здесь своё производство.

## Географическое положение

Муниципалитет Копакабана

Город расположен в департаменте Антьокия, в 18 км от его столицы Медельина. Абсолютная высота — 1 454 метров над уровнем моря.

Площадь муниципалитета составляет 70 км².

## Население
По данным Национального административного департамента статистики Колумбии, совокупная численность населения города и муниципалитета в 2012 году составляла 67 553 человека.
Динамика численности населения города по годам:
| 2005   | 2006   | 2007   | 2008   | 2009   | 2010   | 2011   | 2012   |
| ------ | ------ | ------ | ------ | ------ | ------ | ------ | ------ |
| 61 234 | 62 153 | 63 061 | 63 979 | 64 872 | 65 773 | 66 665 | 67 553 |

Согласно данным переписи 2005 года мужчины составляли 48,1 % от населения города, женщины — соответственно 51,9 %. В расовом отношении белые и метисы составляли 99,7 % от населения города; негры — 0,3 %..
Уровень грамотности среди населения старше 5 лет составлял 92,4 %.